# 徐家大院 (泽州县)
徐家大院是一座清代古建筑，位于山西省晋城市泽州县大东沟镇东沟村东北部的高坡上，是东沟村规模最大的民宅，包括十几个四合院，曲径通幽，高墙耸立，气势雄壮，雕刻精美豪华。2013年1月，徐家大院公布为晋城市文物保护单位，编号3-107。